# Рускова (річка)
Рускова(рум. Ruscova) — річка в Румунії, у повіті Мурамуреш. Права притока Вішеу (басейн Чорного моря).

## Опис
Довжина річки 39 км, найкоротша відстань між витоком і гирлом — 19,67 км, коефіцієнт звивистості річки — 1,99 . Площа басейну водозбору 435  км².

## Розташування
Бере початок у селі Руська Поляна повіту Мурамуреш (частина Мараморощини в Карпатах). Тече переважно на південний захід через населені пункти Репедя, Рускова і у селі Леордіна впадає у річку Вішеу, ліву притоку Тиси.

## Цікаві факти
- Понад річкою від витоку до гирла пролягає автошлях DJ187.
- У селі Рускова на лівому березі річки розташоване старовинне єврейське кладовище.[1]

## Галерея

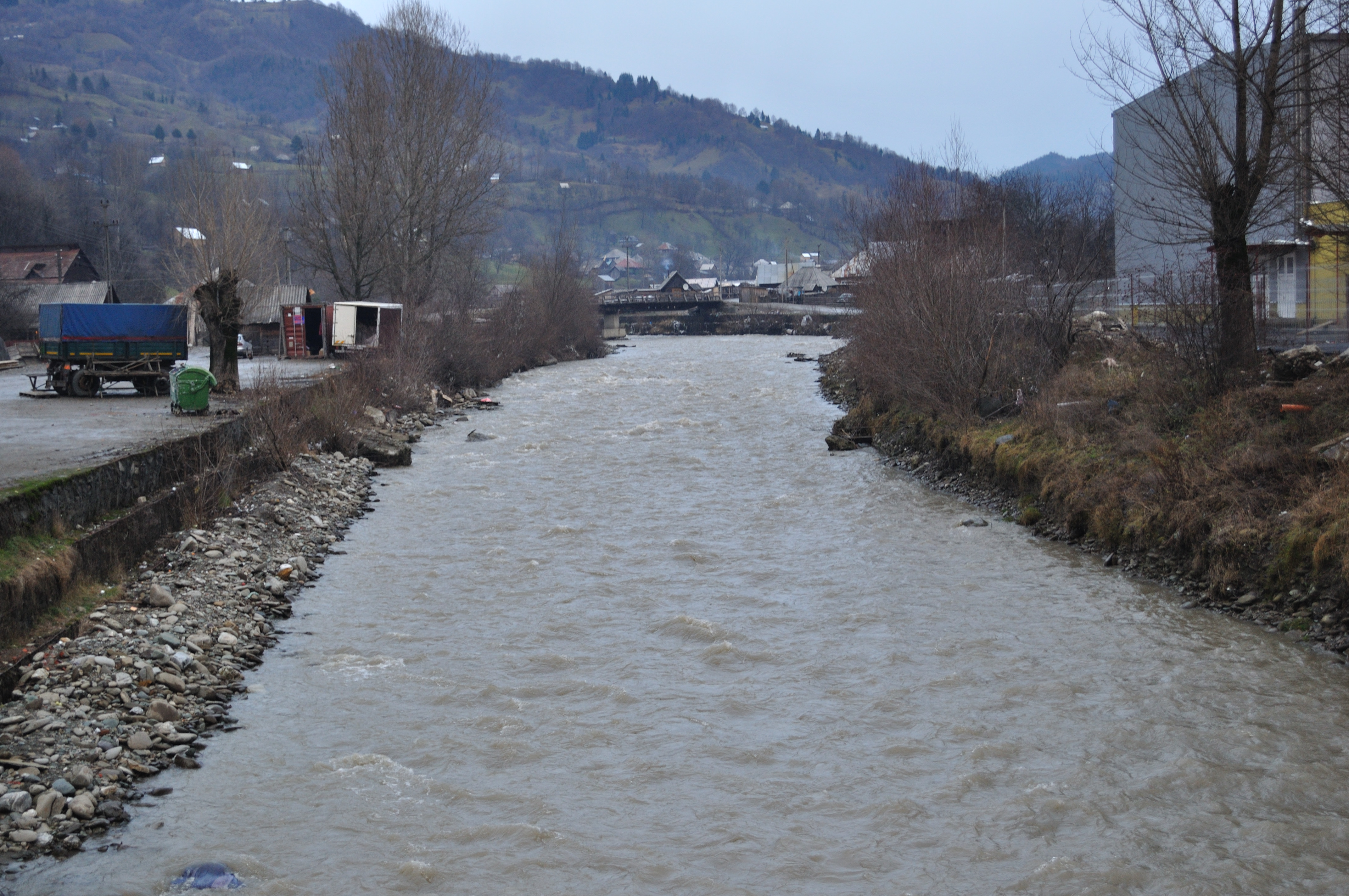
Річка Рускова у селі Русь Поляни, повіт Мурамуреш
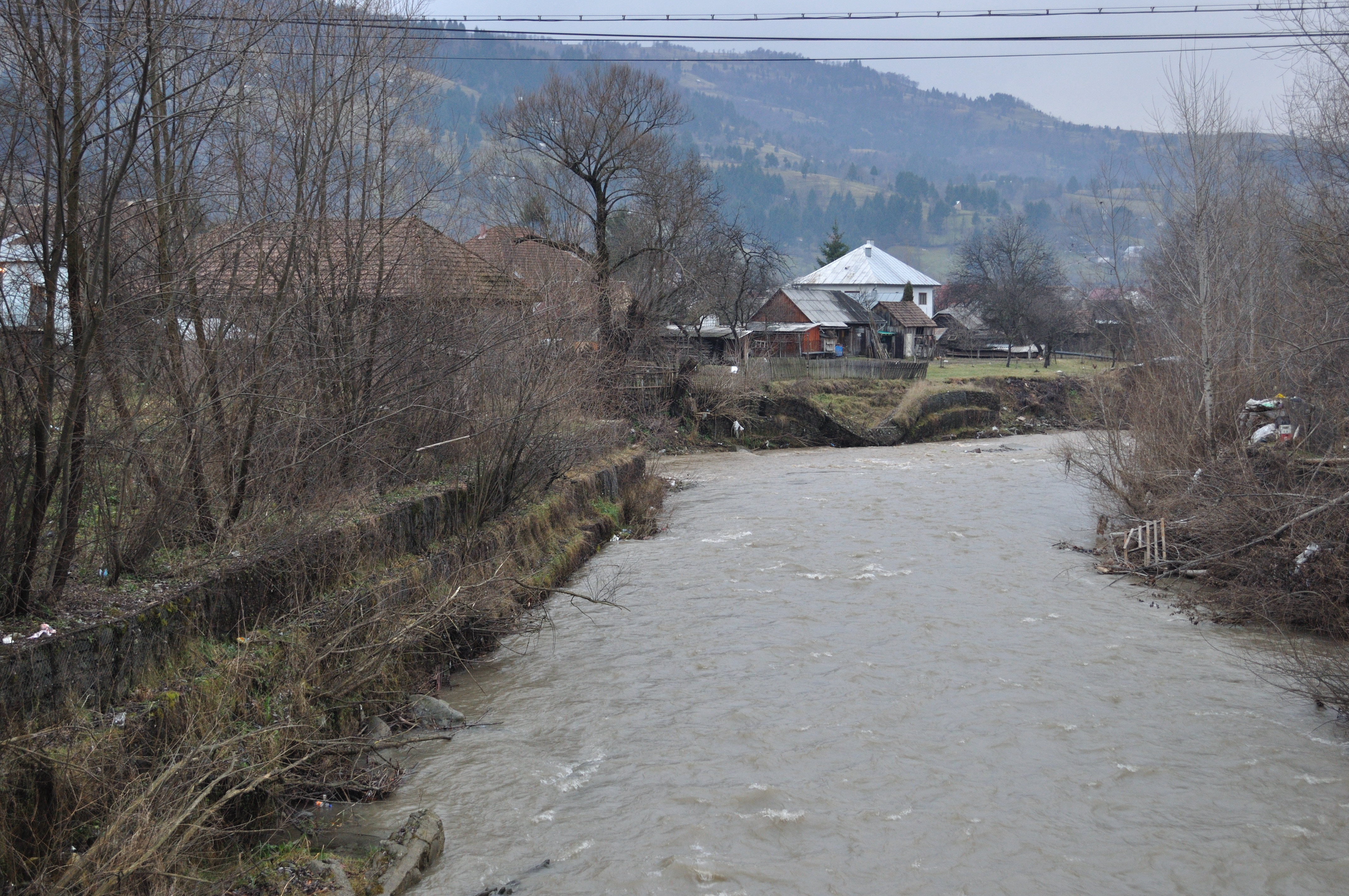
Річка Рускова при впадінні лівої притоки Квашніци